# Warwickia pilosa
Warwickia pilosa är en skalbaggsart som beskrevs av Ivan T. Sanderson 1939. Warwickia pilosa ingår i släktet Warwickia och familjen Melolonthidae. Inga underarter finns listade i Catalogue of Life.